# تومي فينكه
تومي فينكه (بالألمانية: Tommy Finke)‏ هو ملحن وكاتب أغاني ألماني، ولد في 4 فبراير 1981 في بوخوم في ألمانيا.

## وصلات خارجية
- الموقع الرسمي
- تومي فينكه على موقع IMDb (الإنجليزية)
- تومي فينكه على موقع ميوزك برينز (الإنجليزية)
- تومي فينكه على موقع ديسكوغز (الإنجليزية)